# Parvocalanus elegans
Parvocalanus elegans is een eenoogkreeftjessoort uit de familie van de Paracalanidae. De wetenschappelijke naam van de soort is voor het eerst geldig gepubliceerd in 1972 door Andronov.